# Philippe Grosvalet
Philippe Grosvalet (/filip ɡʁosvalɛ/) est un homme politique français, né le 13 avril 1958 à Saint-Nazaire (Loire-Atlantique). Il est membre du Parti socialiste (PS), et président du conseil général puis départemental de la Loire-Atlantique de 2011 à 2021.
Cadre de la fédération Léo-Lagrange et engagé au Parti socialiste, il est élu en 1989 conseiller municipal de Saint-Nazaire. Il devient adjoint du maire Joël-Guy Batteux en 1995, puis se fait élire trois ans plus tard conseiller général du canton de Saint-Nazaire-Est contre un proche du maire. Il tente en 2001 de lui disputer la mairie, mais le PS confirme son soutien au premier magistrat sortant.
Après le basculement à gauche du conseil général de la Loire-Atlantique en 2004, il est désigné vice-président de l'institution par Patrick Mareschal et s'occupe principalement des dossiers économiques. À la suite du retrait de Patrick Mareschal de la vie politique, Philippe Grosvalet est choisi par les socialistes pour lui succéder. Il est ainsi élu président du conseil général en 2011, devenu conseil départemental en 2015.
Candidat aux élections sénatoriales de 2023, il est élu sénateur de Loire-Atlantique.

## Biographie

### Jeunesse et débuts
Philippe Grosvalet est né à Saint-Nazaire, au sein d'une famille de six enfants. Son père est charpentier fer au chantier naval de la ville, et sa mère est fille d'agriculteurs venant du Morbihan. Il pratique la course cycliste dans sa jeunesse, et fréquente alors Patrice Bulting, futur fondateur du festival Les Escales. Il quitte le lycée avant la fin de ses études, et quitte le foyer familial. Il est un temps acteur de théâtre, lorsque Armand Gatti fait produire la pièce Le canard sauvage à Saint-Nazaire. À 19 ans, il devient animateur à la fédération Léo-Lagrange, mouvement d'éducation populaire proche des socialistes. Il deviendra par la suite directeur régional de cette structure.

### Élu de Saint-Nazaire
En 1989, il est élu membre du conseil municipal de Saint-Nazaire, sur la liste de Joël-Guy Batteux, maire sortant issu du PS. Celui-ci le désigne adjoint au maire après les élections municipales de 1995. Également président du groupe des élus socialistes, ses relations avec Joël-Guy Batteux se tendent rapidement.
Ainsi aux élections cantonales de 1998, il défait au premier tour dans le canton de Saint-Nazaire-Est le sortant Maxime Batard, adjoint au maire, membre du Mouvement des citoyens (MDC) et proche de Batteux. Dans la perspective de l'élection municipale de 2001, il est choisi comme chef de file du PS. La direction nationale confirme cependant Batteux comme tête de liste.
Il est alors réélu conseiller municipal, puis se rapproche de la tendance Nouveau Parti socialiste dirigée alors par Arnaud Montebourg et Vincent Peillon.

### Conseiller général, puis départemental

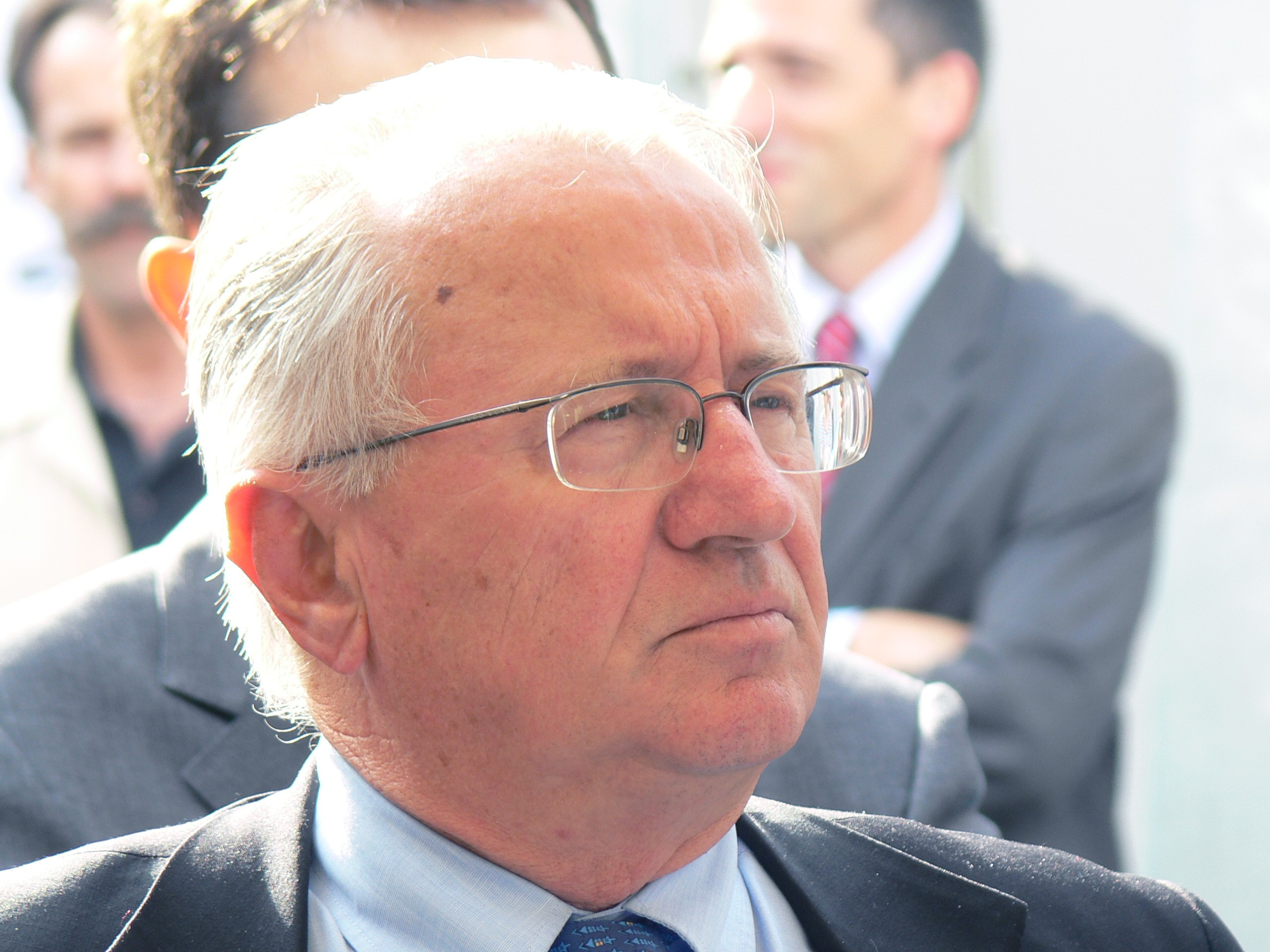
Patrick Mareschal nomme Philippe Grosvalet vice-président à l'Économie.

À l'issue des élections cantonales des 21 et 28 mars 2004, au cours desquelles il est réélu au second tour avec 74,3 % des voix face à l'UDF Emmanuel James, le conseil général bascule à gauche, sous la présidence de Patrick Mareschal. Il est alors désigné vice-président de l'institution, chargé de l'Agriculture, des Entreprises, de l'Emploi et de la Formation. Sa délégation est modifiée en 2008, conservant les compétences de l'Économie et de l'Emploi.

### Président du conseil général puis départemental de la Loire-Atlantique

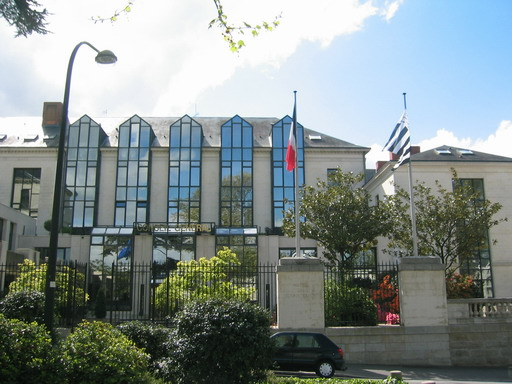
Le 31 mars 2011, Philippe Grosvalet devient président du conseil général de Loire-Atlantique.

Après l'annonce, en juin 2010, du retrait de la vie politique de Patrick Mareschal, il est choisi comme chef de file des socialistes de la Loire-Atlantique pour les élections cantonales des 20 et 27 mars 2011. Il est réélu à cette occasion par 64,56 % des suffrages face à Michèle Viau, candidate d'Europe Écologie Les Verts (EELV), alors même que les socialistes perdent quatre cantons, la majorité de gauche conservant toutefois trente-sept sièges sur cinquante-neuf. Il avait pour suppléante Laurianne Deniaud, alors présidente nationale du Mouvement des jeunes socialistes (MJS).
Il est officiellement porté à la présidence du conseil général lors de la séance d'installation du 31 mars, recueillant la totalité des voix des élus de gauche.
Aux élections départementales de 2015, associé à Lydia Meignen, il est élu conseiller départemental avec 68,32 % face au binôme présenté par le Front national Lydia Poirier et Jean-Claude Blanchard. Il est réélu à la tête de l'assemblée départemental le 2 avril 2015.
Il décide de ne pas se représenter aux élections départementales de 2021 et quitte la présidence du conseil départemental de la Loire-Atlantique en 2021. Michel Ménard est élu pour lui succéder.

### Sénateur
Le 24 septembre 2023, il est élu sénateur de Loire-Atlantique. Élu sur une liste dissidente du Parti socialiste, il rejoint le groupe RDSE. Il intègre la commission des Affaires économiques dont il devient vice-président.

## Prises de positions

### Au sein du Parti socialiste
Lors de la primaire socialiste de 2011, il soutient dès le premier tour la candidature de François Hollande.
Il annonce en septembre 2013 appuyer la candidature de David Samzun, adjoint à l'Urbanisme, pour l'investiture de la tête de liste socialiste à l'élection municipale nazairienne de mars 2014. Sa position rejoint celle de la députée Marie-Odile Bouillé et du sénateur Yannick Vaugrenard.
Il prend position en faveur de Vincent Peillon pour la primaire socialiste de 2017. Il est alors membre de son comité politique, et avec Nicolas Soret est chargé du projet Aménagement du territoire & Collectivités territoriales du candidat. Après la défaite de ce dernier au premier tour de la primaire, il ne souhaite donner aucune consigne de vote, pour Benoît Hamon ou Manuel Valls.

### Secours en mer
En juillet 2019, il fait voter par le conseil départemental un don d'un million d'euros à deux organismes qui portent secours en mer : la SNSM et SOS Méditerranée, qui vient en aide aux migrants qui tentent la traversée pour rejoindre l'Europe (500 000 euros à chacune de ces associations). Il déclare alors : « On ne laisse pas mourir les gens en mer : c'est un principe de base, c'est un principe universel, c'est un principe élémentaire ».

### Projet d'aéroport du Grand Ouest
Il soutient le projet d'aéroport du Grand Ouest à Notre-Dame-des-Landes. Il dénonce notamment les zadistes en indiquant qu'« on ne peut construire son mode de vie sur le dos des autres ». Très opposé à la position de Ségolène Royal qui ne soutient pas le projet, il tweete à la ministre de l'Écologie pour lui demander en 2015 de « fermer sa g...ou de démissionner ».
Après l'abandon définitif du projet d'aéroport du Grand Ouest, le 17 janvier 2018, le Département de Loire-Atlantique redevient propriétaire de 895 hectares de terres à Notre-Dame-des-Landes. Estimant que cette acquisition permet « une sortie par le haut » dans ce dossier sensible, Philippe Grosvalet souhaite que ces terrains retrouvent une vocation agricole durable.
Un projet agricole et environnemental est défini sur ces espaces. A l'automne 2019, le Département signe les premiers baux avec des agriculteurs issus de la lutte contre l'aéroport et des agriculteurs « historiques ». Le journal Les Échos indique alors que « Philippe Grosvalet veut désormais rendre ce territoire "à une agriculture de proximité, plutôt tournée vers l'élevage et en lien avec son environnement". Pour l'élu la priorité est de conserver, désormais "ces paysages de haies, de bois, de fossés..." ».

### Rattachement de la Loire-Atlantique à la Bretagne

Le drapeau breton continue de flotter devant l'hôtel du département.

Lors de sa prise de fonction comme président du conseil général, il affirme que le Gwenn ha Du, installé par son prédécesseur, continuera de flotter devant l'hôtel du département. Alors que Patrick Mareschal fait partie des fondateurs de Bretagne réunie, association militant pour le rattachement de la Loire-Atlantique à la région Bretagne, Philippe Grosvalet se dit « ni pour, ni contre » car selon lui « avant cette question se pose celle de la décentralisation et de l'autonomie des régions. Cela suppose une vraie vision au plan national et européen ». Il se déclare en 2016 opposé à un référendum sur ce sujet, car « c’est un sujet clivant qui ne déboucherait pas sur une solution satisfaisante ».
Il poursuit le travail de coopération entamé par ses prédécesseurs avec la région Bretagne, et déclare lors d'une réunion de travail en 2012 que « la Loire-Atlantique appartient à la Bretagne historique, au-delà des frontières administratives et politiques ». Le 23 mai 2014, il estime que si le gouvernement souhaite opérer la fusion des Pays-de-la-Loire et de Poitou-Charentes, alors « la Loire-Atlantique ne peut pas ne pas aller avec la région Bretagne ». Le 3 juin suivant, il prend position pour la fusion de la Bretagne et des Pays de la Loire car il s'agit de « la bonne réponse en termes de périmètre ». Il appelle « tous les partisans de la réunification de la Bretagne à opter pour l’union des Pays de la Loire et de la Bretagne, c’est la seule occasion qu’ils auront » et affirme que « si on doit rester dans le statu quo, on y restera très longtemps ».

#### Proposition de référendum
À la suite de la pétition signée par au moins 100 000 électeurs demandant la tenue d'une consultation pour le rattachement de la Loire-Atlantique à la Bretagne, il se prononce le 14 décembre 2018 en faveur d'un référendum décisionnel, organisé par l'État dans les quatre départements bretons et les cinq départements des Pays-de-la-Loire, et adresse un courrier en ce sens au président de la République Emmanuel Macron.
Lors d'une session du conseil départemental convoquée trois jours plus tard, il décide de soumettre directement aux élus la question de l'appartenance régionale de la Loire-Atlantique, plutôt qu'une proposition visant à organiser une consultation des électeurs sur le sujet, non sans s'être préalablement assuré qu'il bénéficiait d'une majorité pour rejeter le déclenchement du « droit d'option ». Par 30 voix pour, 13 contre et 15 abstentions, l'assemblée refuse en effet cette possibilité. Toutefois, pour ne pas prêter le flanc à la critique d'une posture anti-démocratique, il fait voter un vœu reprenant sa proposition référendaire transmise au chef de l'État, adopté par 55 suffrages favorables. Pour le quotidien Le Télégramme, Philippe Grosvalet a ainsi « réussi à s'extirper avec maestria » d'un piège.
Dès le lendemain au Sénat, la ministre de la Cohésion des territoires Jacqueline Gourault rejette l'idée d'un référendum décisionnel, arguant que la loi en l'état ne le permet pas et renvoie le débat aux assemblées délibérantes concernées.

### Expression en faveur du revenu de base
A plusieurs occasions, Philippe Grosvalet s'est dit « convaincu que le revenu de base constitue un tremplin vers l'insertion sociale et professionnelle, et même un levier d'intégration citoyenne ». En avril 2020, il plaide pour « la mise en place d'un revenu de base afin d'amortir les conséquences de la crise liée au Covid-19 ».

### Appel à un nouvel acte de la décentralisation
Philippe Grosvalet est un défenseur de la décentralisation, qu'il souhaite voir renforcée. « Il est grand temps, en effet, pour l'État de faire pleinement confiance aux collectivités locales, [...] pour qu'elles assurent au mieux les services publics qu'attendent les Français », indique-t-il dans Ouest-France en 2019.

### Soutien au peuple palestinien
Philippe Grosvalet est engagé pour la reconnaissance de l'État palestinien. Le Département de Loire-Atlantique qu'il préside soutient le peuple de Palestine à travers des actions de coopération.
Philippe Grosvalet s'est exprimé régulièrement pour défendre les droits des Palestiniens, notamment en soutenant l'avocat Salah Hamouri ou encore la jeune Ahed Tamimi.